# 창가 화분

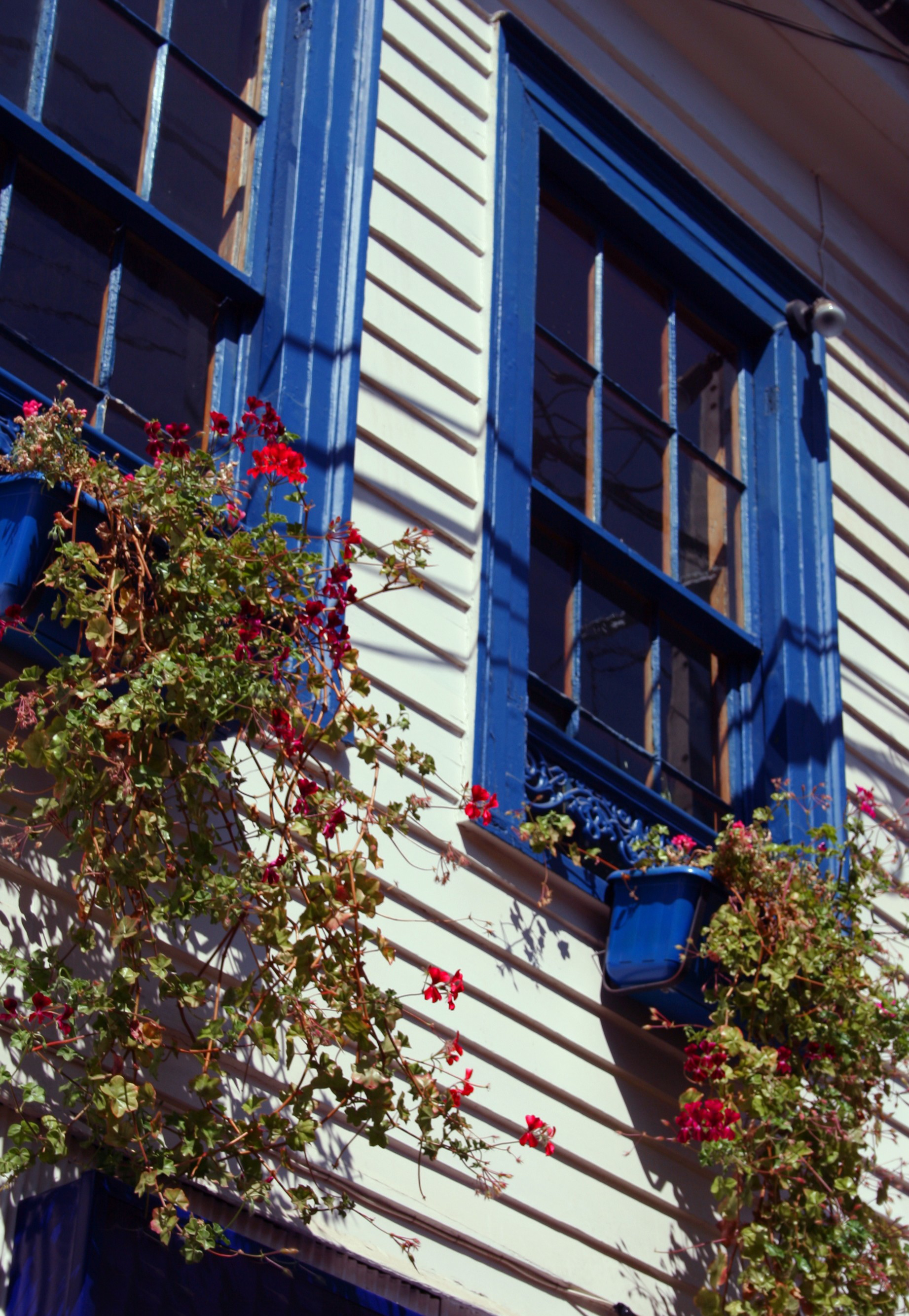
2000년 칠레 발파라이소의 창가화분

창가 화분(영어: window box, window flower box, window box planter, 윈도박스)는 보통 창틀이나 창틀 바로 밑에 붙어있는 긴 상자 모양의 화분이다. 창가 화분의 깊이는 약 15~20센티미터 정도이며, 키가 큰 화초는 잘 심지 않는다. 허브 등의 식용 식물을 심기도 한다.

## 상세
창가 화분은 대개 창틀에 두거나 창틀 바로 밑의 벽에 고정하여 주인이 식물에 쉽게 접근할 수 있도록 한다. 창가화분을 창문 밑에 둘 때는 대개 벽면에 지지대를 설치하고 위에 두는 것이 보통이다. PVC나 유리섬유와 같은 어떤 재질로 된 cleat 지지체계를 사용하거나 지지대 없이 곧잘 벽에 볼트질을 하여 벽에 고정한다.
나무, 벽돌, 토기, 금속, 유리섬유, 비닐, 다공질 PVC 등등의 다양한 재질이 창가 화분의 재료로 사용된다. 일반적인 나무 화분은 3-5년이 지나면 썩어버리지만 주기적으로 페인트칠해주고 유지보수하면 10-15년 동안 버틸 수 있다.
창가 화분은 실내에서 접근하기 쉬우며, 정원 등의 식물을 심을 수 있는 영역을 이용할 방법이 없는 고층에 거주하는 사람들이 흔히 활용한다. 이를 통해 바깥에서도 안에서도 식물을 쉽게 확인할 수 있다. 높이가 30-40cm에 이르는 큰 화분은 뿌리가 넓게 퍼지는 식물을 기르거나 꽃과 식물을 여러 줄로 기를 때 사용한다.

## 사진

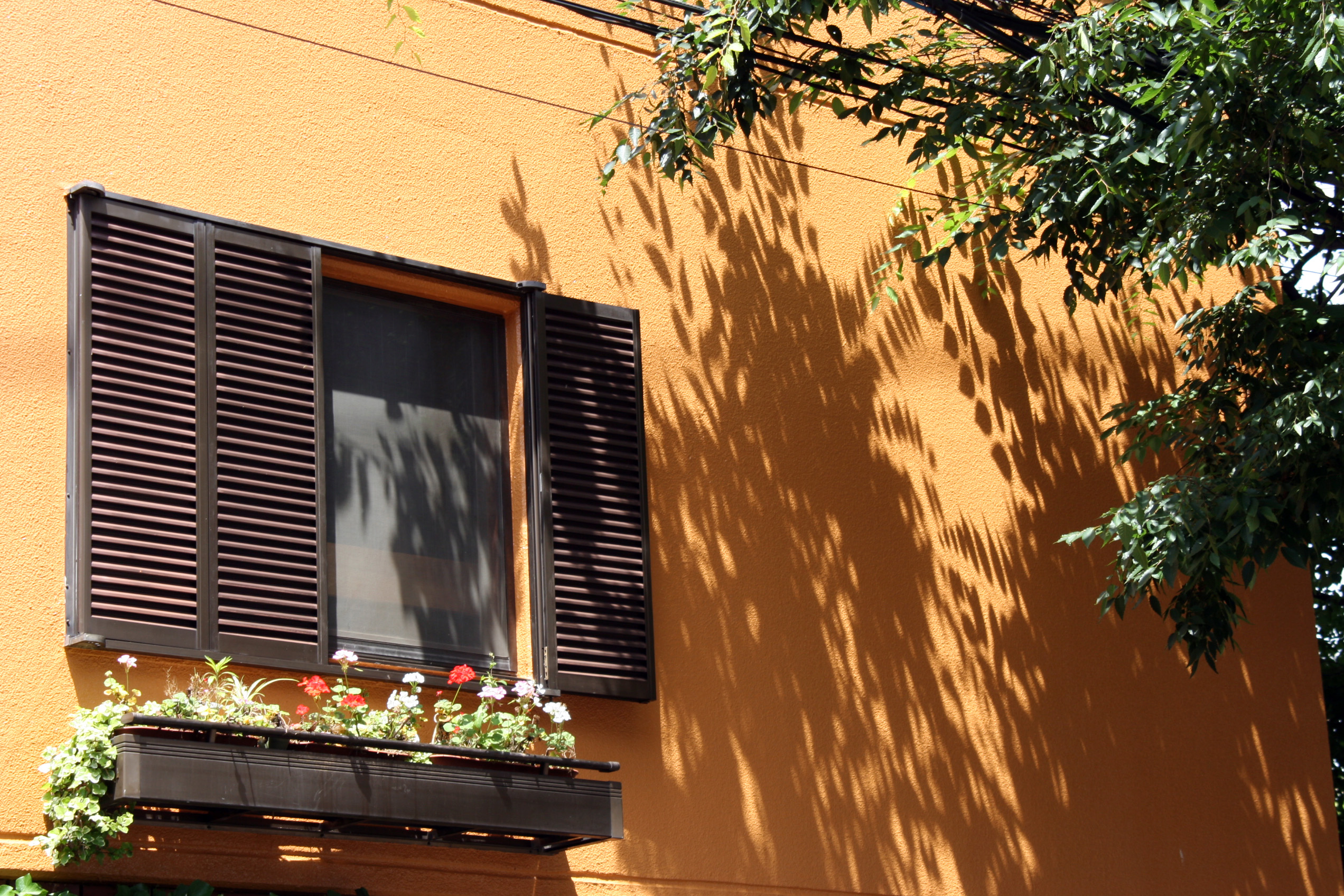
2006년 일본 도쿄
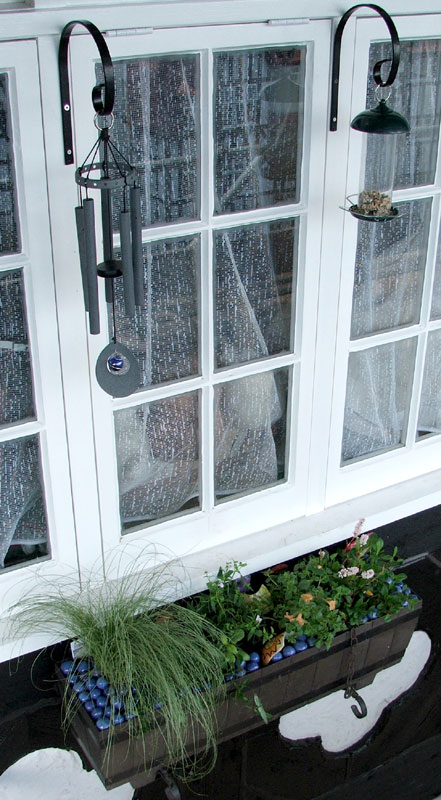
2006년 영국 런던
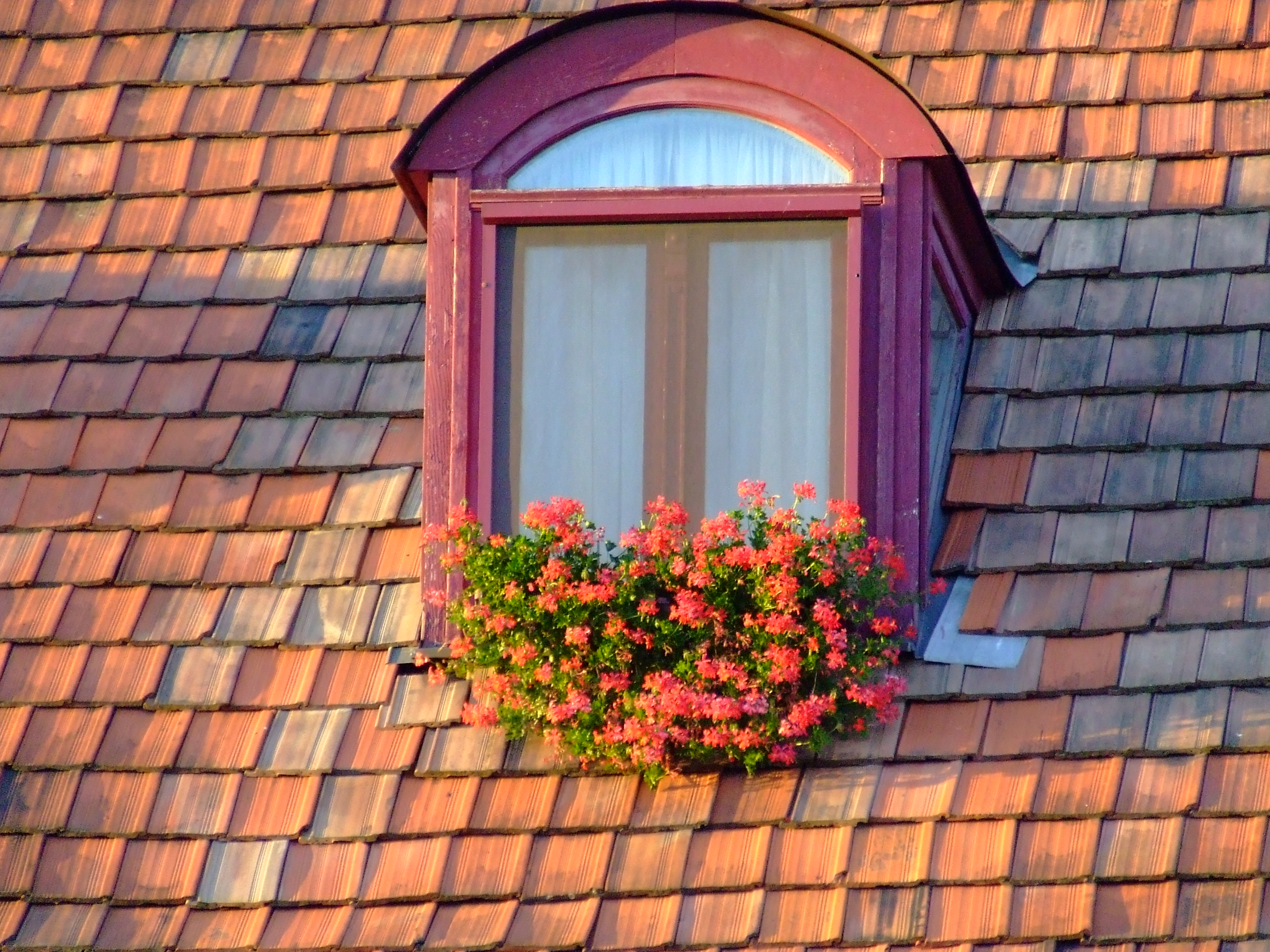
2008년 헝가리 에게르
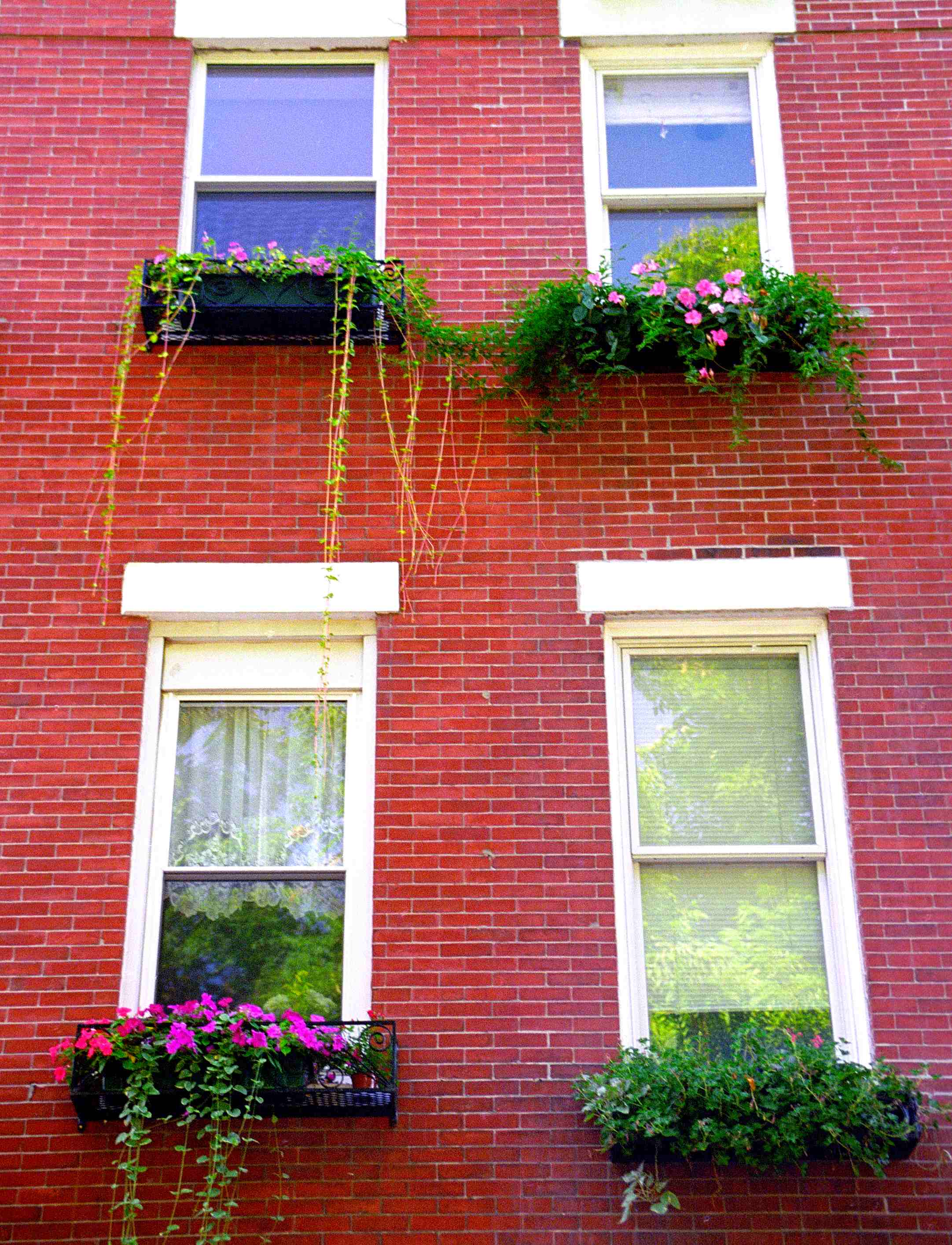
2008년 미국 보스턴
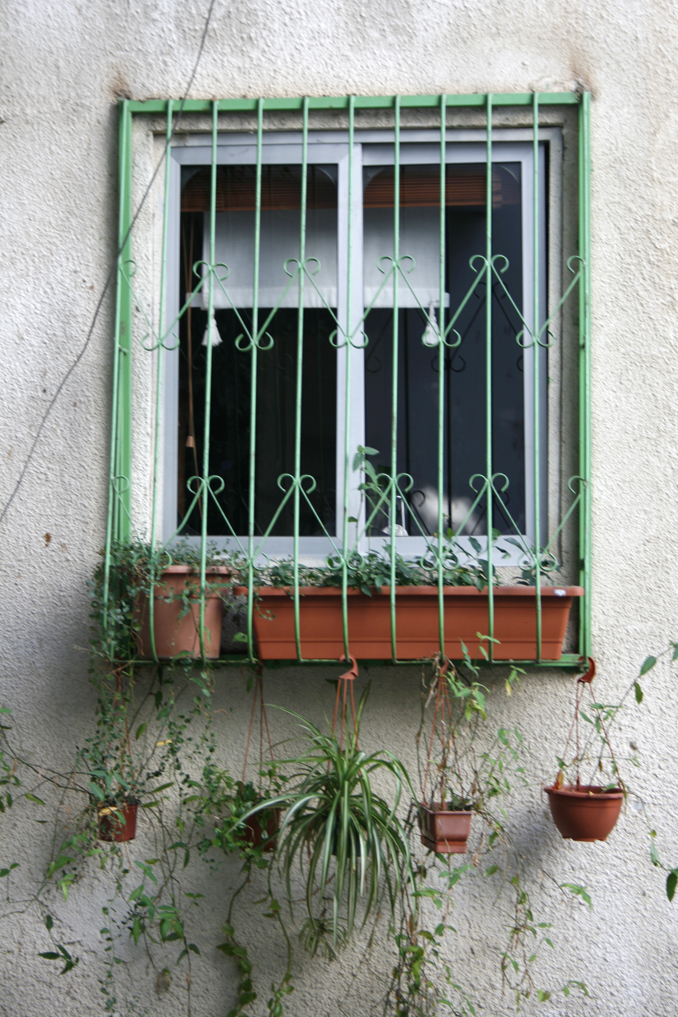
2008년 이스라엘 텔아비브
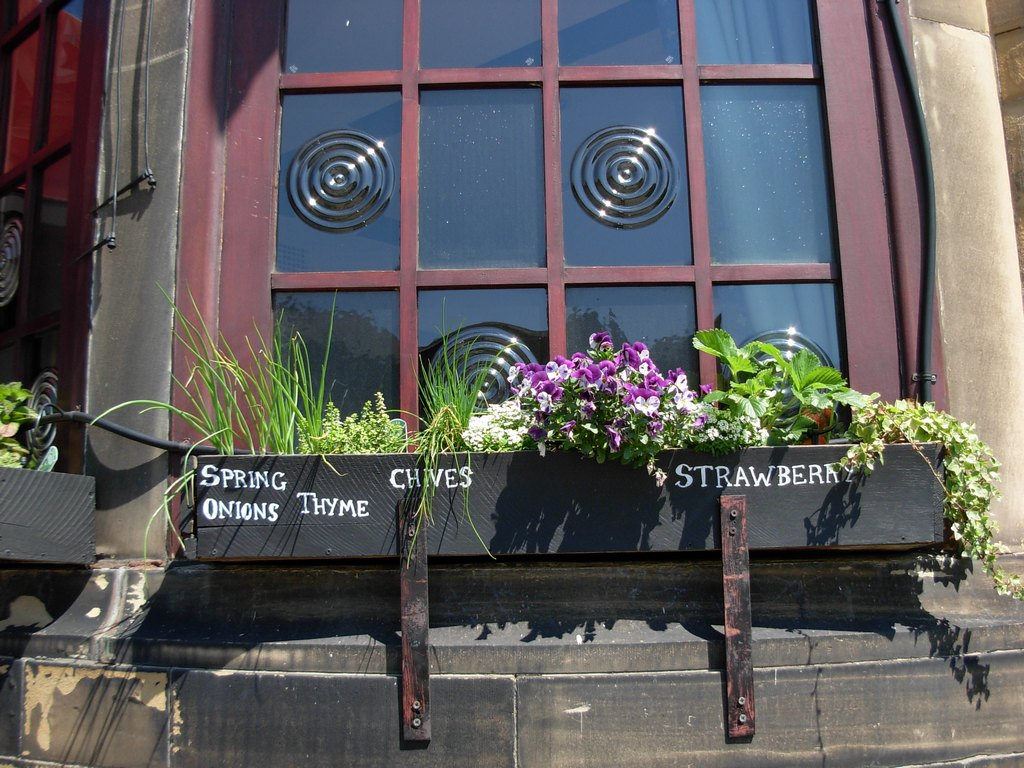
2009년 영국 웨스트요크셔
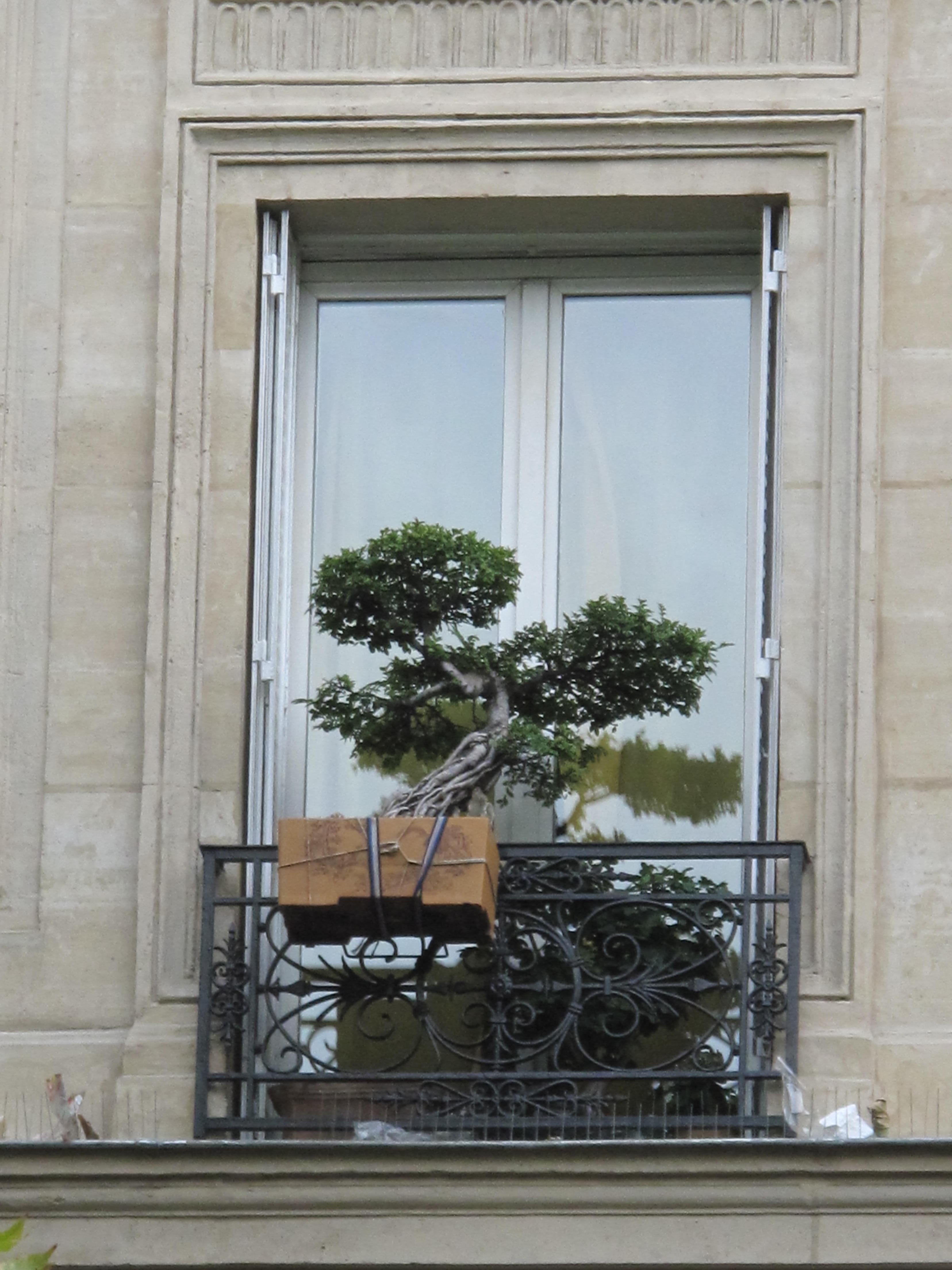
2009년 프랑스 파리
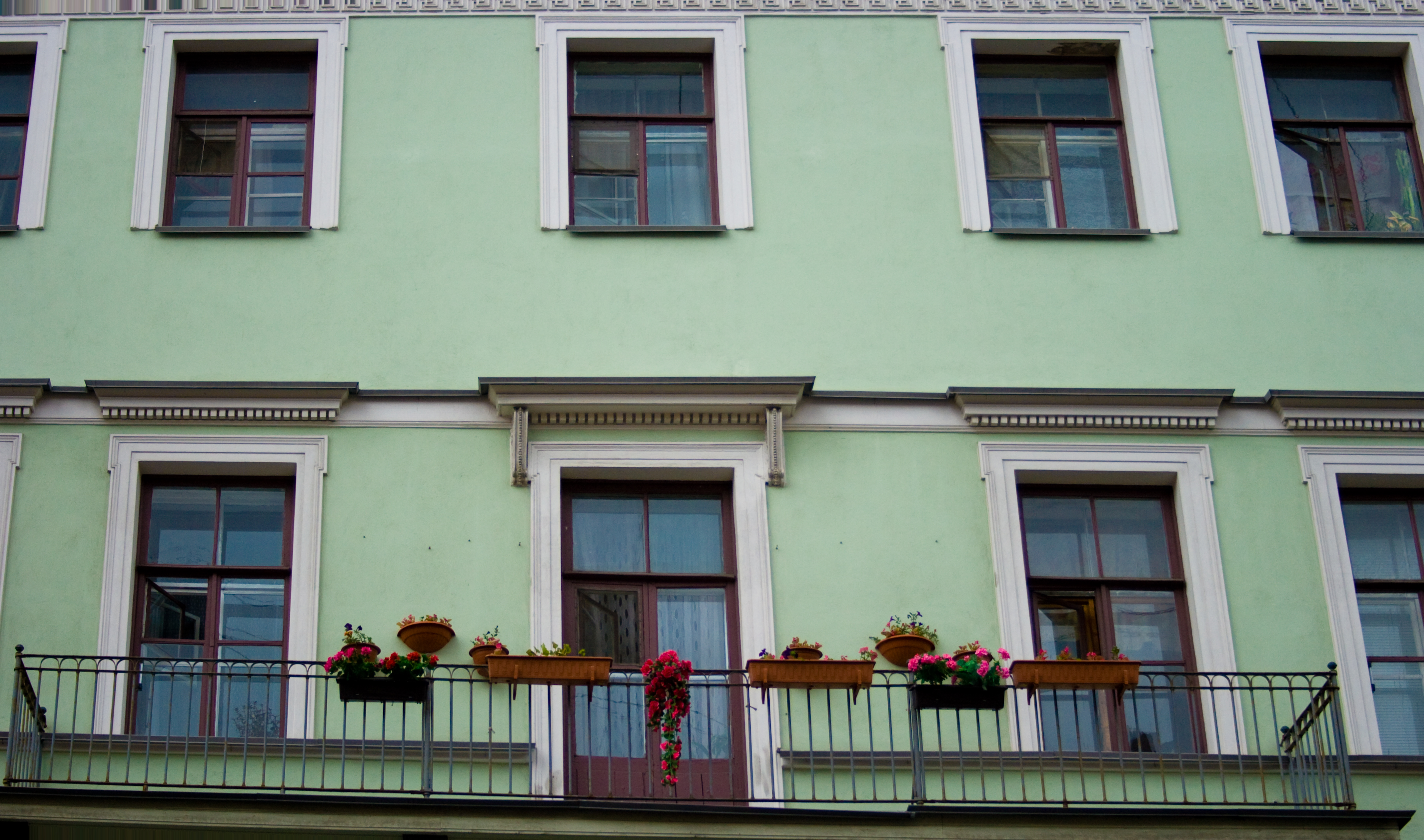
2010년 러시아 상페테스부르크
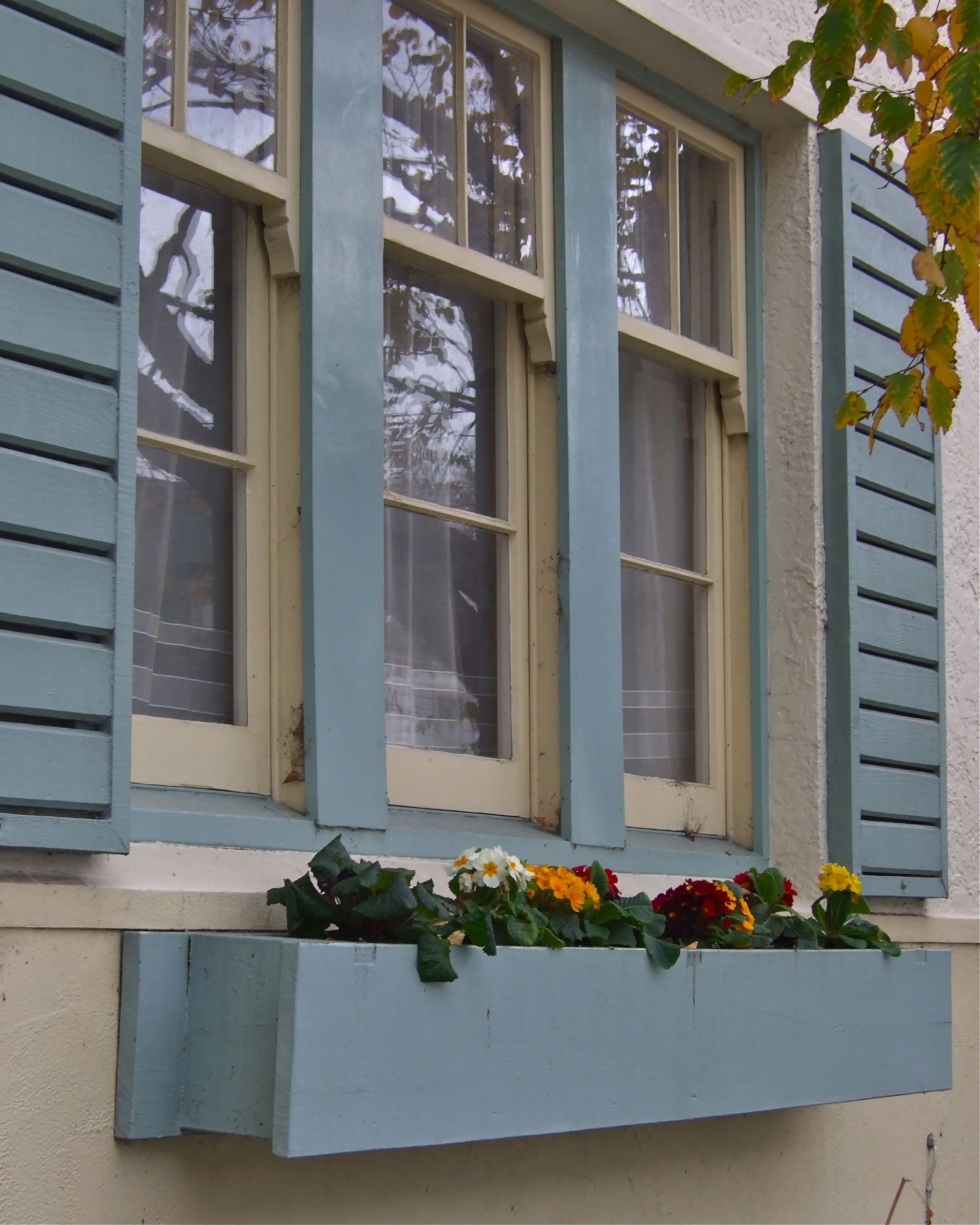
2010년 뉴질랜드 웰링턴
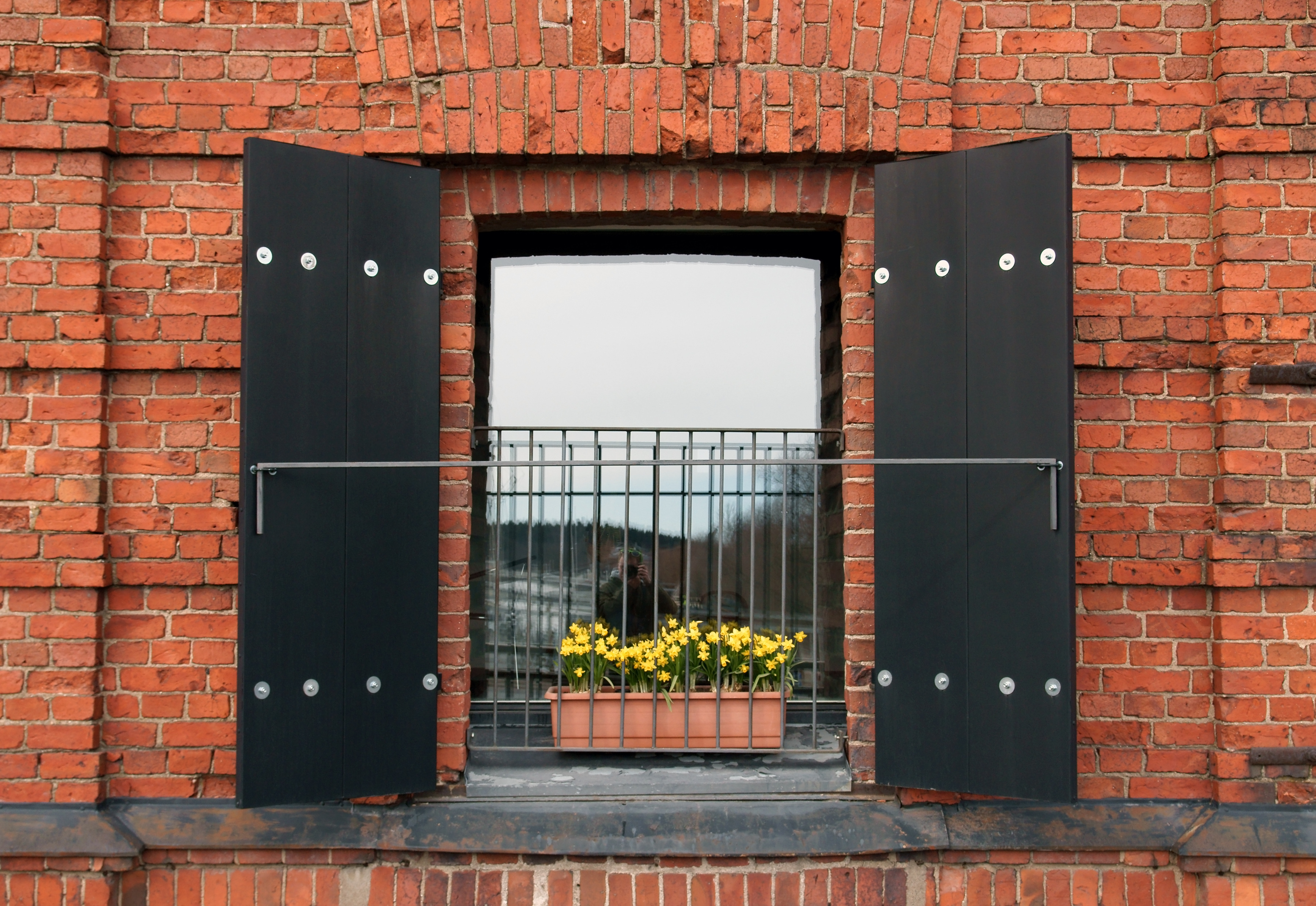
2010년 핀란드 포르보
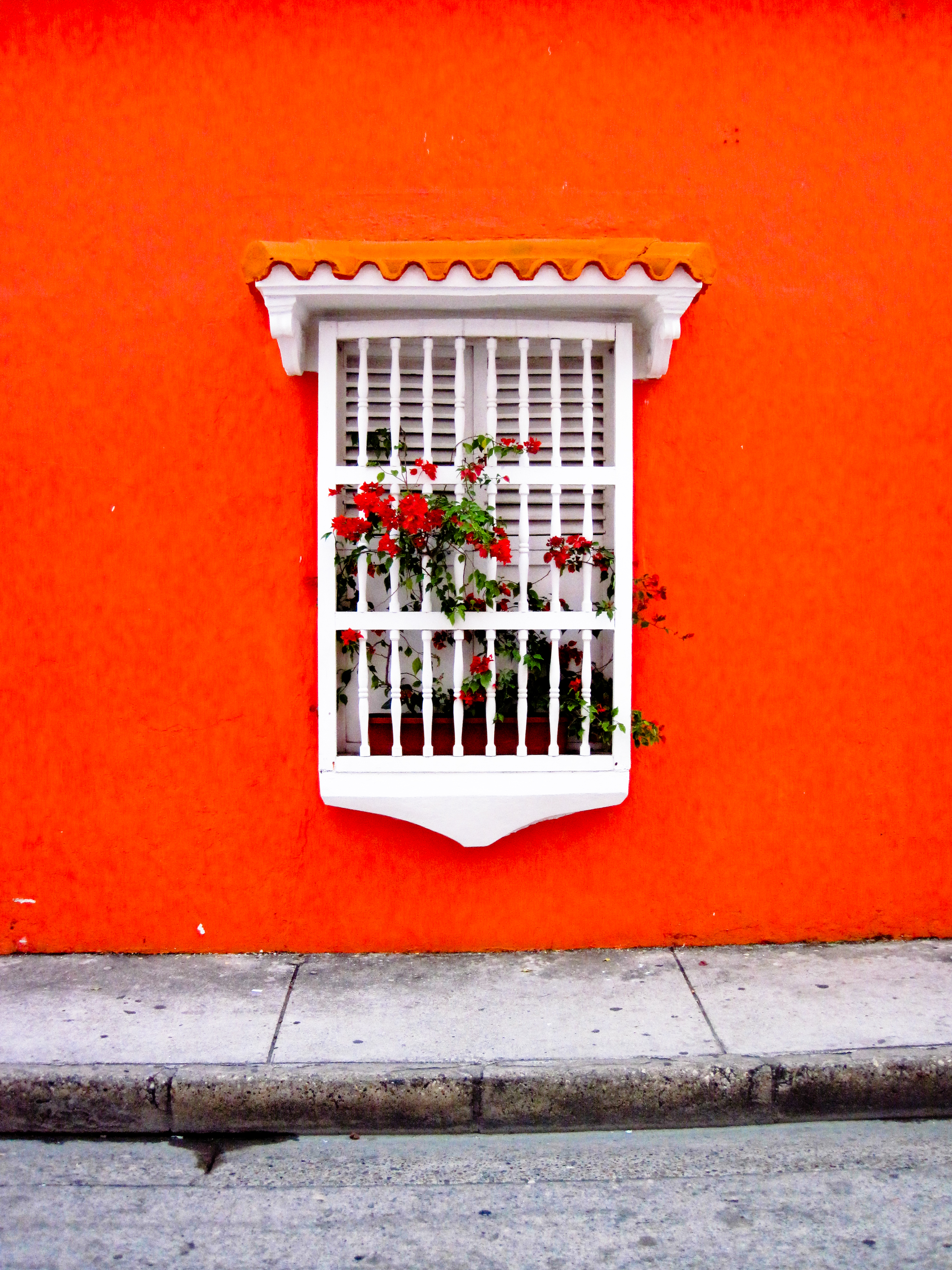
2011년 콜롬비아 카르타헤나
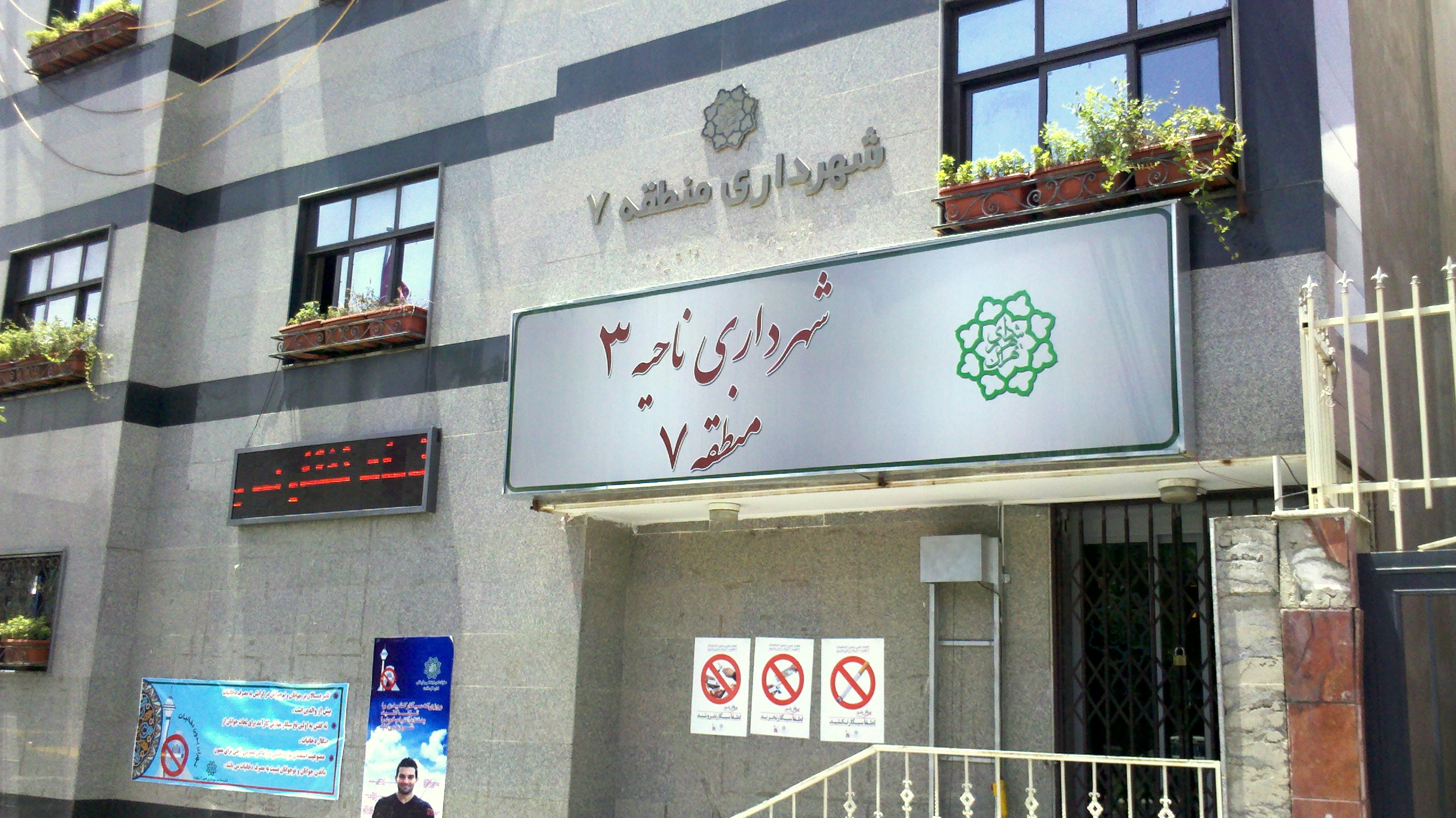
2012년 이란 테헤란
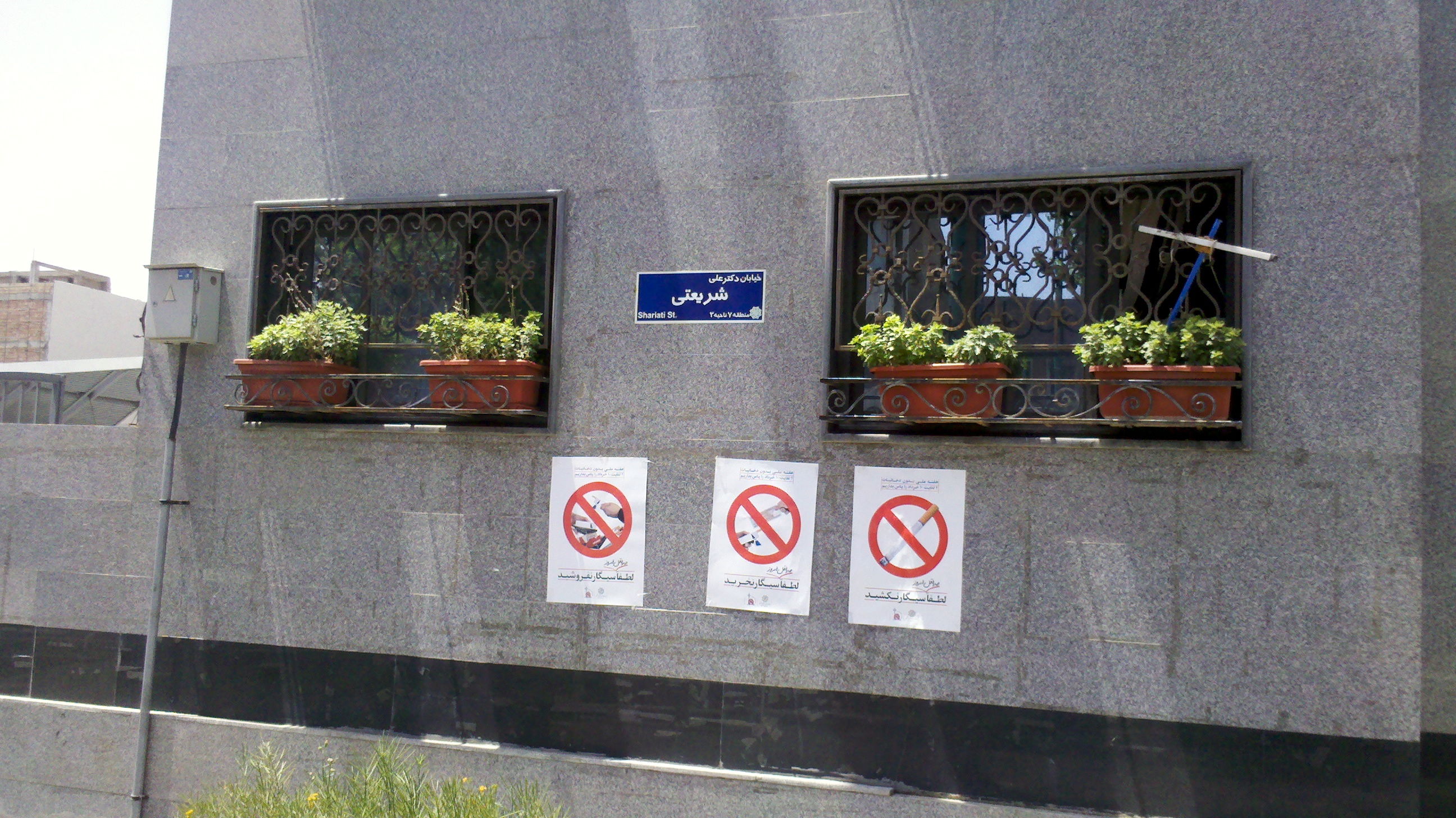
2012년 이란 테헤란
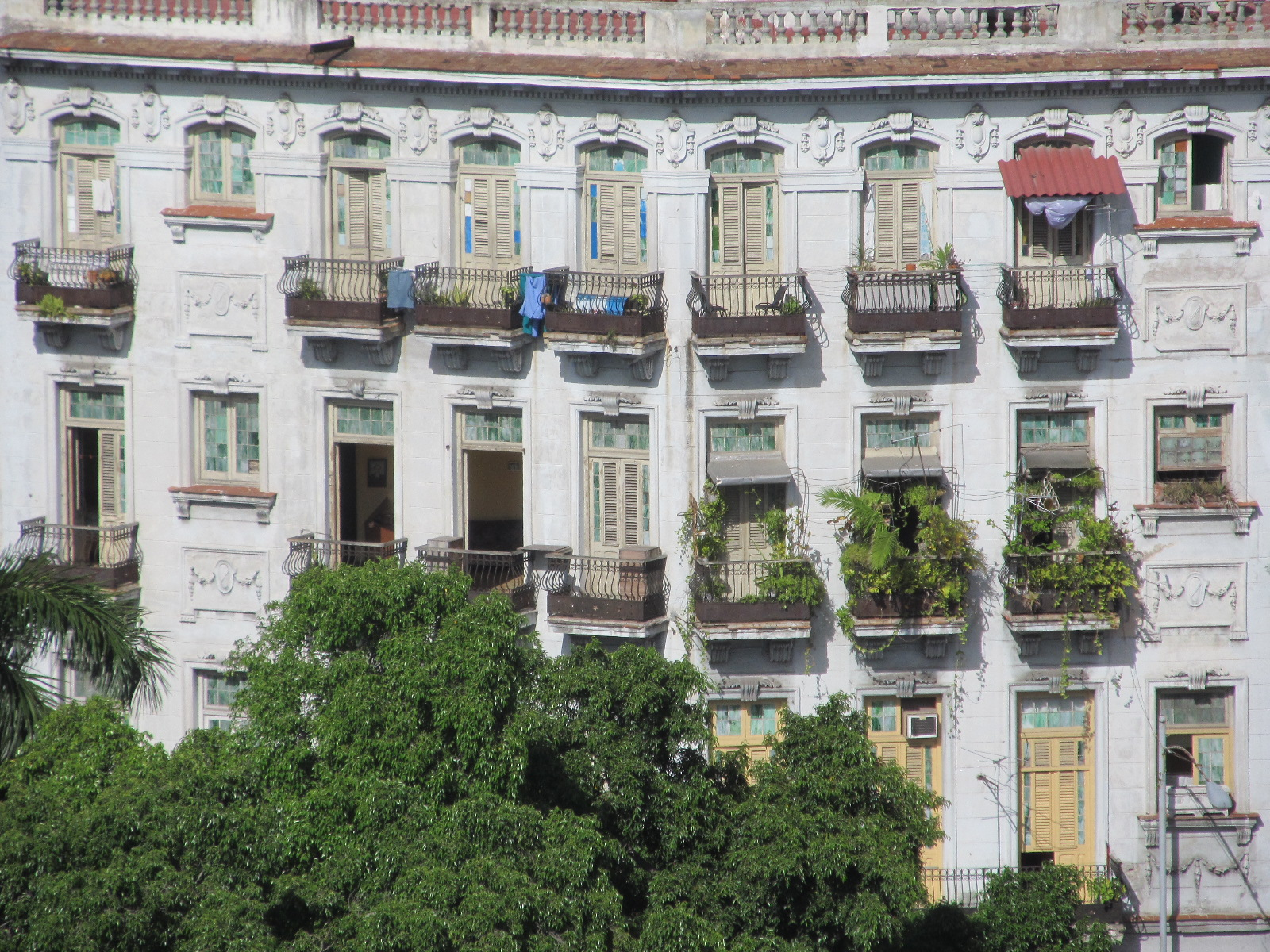
2012년 쿠바 하바나

## 참고 문서
- 화단
- 화분
- 도시원예
- 용기정원
- 원예 주제의 목록
- 창가농장

## 같이 보기
- 화분
- 도시원예
- 창가농장

## 인용
- Mrs. F.A. Bardswell (1903). 《The book of town & window gardening》. London: J. Lane  – HathiTrust 경유.